# Dicsőség, szent áldás
A Dicsőség, szent áldás kezdetű húsvéti ének dallama Náray György: Lyra Coelestis című könyvéből származik. A szöveget Sík Sándor írta.
Bajai László Szent István címmel írt szöveget a dallamra.

## Feldolgozás
| Szerző       | Mire                | Mű                |
| ------------ | ------------------- | ----------------- |
| Bárdos Lajos | egynemű kar, orgona | Musica Sacra II/1 |
| Bárdos Lajos | egynemű kar         | Musica Sacra II/2 |

## Kotta és dallam
Dicsőség, szent áldás, tisztesség

A föltámadt Úrnak, Húsvéti Báránynak

Dicsőség, szent áldás, tisztesség.

A halál és élet harcra szállt.

Meghalván az Élet, a halálon Úr lett.

A halál és élet harcra szállt.

Mit láttál, szent asszony, a sírnál?

Sírnak ürességét, Krisztus dicsőségét

Mit láttál, szent asszony, a sírnál?

Fényes nap! Úr adta ékes nap!

Isten adta nékünk, azért örvendezzünk,

Fényes nap! Úr adta ékes nap!

## Szent István
| Szent István, ó, áldott nagy király! Országunknak éke, harcos népnek béke, Szent István, ó, áldott nagy király! | Szent István, te országépítő! Szent jobboddal kérünk, őrizd, óvjad népünk! Szent István, te országépítő! | Szent István, légy most is jó példánk! Bölcs "intelmek" révén, mindig szentül élvén, Szent István, légy most is jó példánk! |

## Felvételek
- Dicsőség, szent áldás. YouTube (2009. február 23.)  (Hozzáférés: 2016. december 21.) (audió, képsorozat)
- Kovács Szilárd:  Dicsőség, szent áldás, tisztesség. YouTube (2014. március 31.)  (Hozzáférés: 2016. december 21.) (audió)
- Ho.86 - Dicsőség, szent áldás... YouTube (2016. május 24.)  (Hozzáférés: 2016. december 21.) (videó) orgona
- Dicsőség, szent áldás, tisztesség (Húsvéti ének/Easter song). Kelemen Krisztián  YouTube (2016. március 26.)  (Hozzáférés: 2016. december 21.) (audió)